# Len Christon
Leonard „Len“ Christon (* 14. Juni 1906 in Skelton-in-Cleveland; † 1988) war ein englischer Fußballspieler.

## Karriere
Christon, ein kräftig gebauter Mittelstürmer, spielte in seiner Heimat für Brotton, bevor er im Juli 1926 als Amateur bei Durham City vorstellig wurde. Er wirkte in der Saisonvorbereitung an einem vereinsinternen Testspielt mit, kehrte aber alsbald in seine Heimatregion zurück und spielte für Carlin How. Im März 1928 unternahm er einen neuerlichen Anlauf bei einem Klub aus der Football League, für Hartlepools United spielte er auf Amateurbasis regelmäßig für das Reserveteam in der North Eastern League.
Nach guten Leistungen in der Saisonvorbereitung, unter anderem hatte er in einem vereinsinternen Testspiel zwei Treffer erzielt, unterzeichnete Christon im August 1928 für die Saison 1928/29 einen Profivertrag. Er stand an den ersten beiden Spieltagen der Football League Third Division North in der Mannschaft, blieb dabei aber ohne eigenen Torerfolg. Einem 2:2 gegen den FC Nelson folgte dabei eine 0:8-Niederlage gegen Carlisle United. Die Klubverantwortlichen entschlossen sich daraufhin, den Mittelstürmer Tucker Mordue für 100 £ zu verpflichten. Mordue besetzte fortan die Mittelstürmerposition, Christon kam bis zu seinem Abgang 1929 nur noch für das Reserveteam zum Einsatz.